# Sukagawa
Sukagawa (japanska: 須賀川市 ?, Sukagawa-shi) är en stad i Fukushima prefektur i Japan. Staden fick stadsrättigheter 1954.